# Abaciologi
Un abaciologi és el terme amb què es denomina la llista d'abats o abadesses que van governar un monestir o alguna altra institució religiosa similar (col·legiata, canonja). De manera ocasional, es troben referències d'aquest tipus de llistes ja al segle viii a França, però són rares fins al segle xi. A Catalunya, el més antic que es conserva és el de Ripoll (segle xiv). A partir del segle xvii els historiògrafs revisaren molts abaciologis que sovint presentaven moltes dades errònies i falsejades. Jaume Villanueva, refeu els de gairebé tots els monestirs i col·legiates catalans que visità. L'abaciologi aragonès més antic conegut és el de Montearagón redactat a mitjan segle xv a manera d'obituari.